# سام ليتش
سام ليتش (بالإنجليزية: Sam Leach)‏ هو رسام أسترالي، ولد في 1973 في أديلايد في أستراليا.

## وصلات خارجية
- الموقع الرسمي